# Przedbor
Przedbor, Przedwor – staropolskie imię męskie, złożone z członów Przed- („przed”, ale też „naj” i wiele innych znaczeń) i -bor („walczyć, zmagać się”). Imię to mogło oznaczać „stawiający wyżej walkę”.
Przedbor imieniny obchodzi 27 września.
Zobacz też:
- Przedborowice